# Henotesia victorina
Henotesia victorina är en fjärilsart som beskrevs av John Obadiah Westwood 1882. Henotesia victorina ingår i släktet Henotesia och familjen praktfjärilar. Inga underarter finns listade i Catalogue of Life.